# 1. ŽNL Sisačko-moslavačka 2009./10.
Prvenstvo se igralo dvokružno. Prvenstvo je osvojio ŠNK Banovac Glina, i time se plasirao u viši rang. Nakon jesenjeg dijela, NK INA Novo Pračno je odustala od natjecanja. Zbog proširenja 1. ŽNL Sisačko-moslavačke na 16 klubova, osim NK INA-e ni jedan klub nije ispao u 2. ŽNL Sisačko-moslavačku.

## Tablica
| Mj. | Klub                             | Sus.  | Pobj. | Ner. | Por. | GR.   | Bod. |
| --- | -------------------------------- | ----- | ----- | ---- | ---- | ----- | ---- |
| 1.  | ŠNK Banovac Glina                | 25    | 16    | 5    | 4    | 62:28 | 53   |
| 2.  | NK Lekenik                       | 25    | 15    | 6    | 4    | 66:29 | 51   |
| 3.  | ŠNK Radnik Majur                 | 25    | 14    | 5    | 6    | 53:34 | 47   |
| 4.  | NK Zrinski Odra Sisačka          | 25    | 13    | 3    | 9    | 43:39 | 42   |
| 5.  | NK TŠK 1932 Topolovac            | 25    | 12    | 3    | 10   | 65:53 | 39   |
| 6.  | NK Sloga-Maris Jazavica-Roždanik | 25    | 12    | 2    | 11   | 49:51 | 38   |
| 7.  | NK Topusko                       | 25    | 11    | 4    | 10   | 47:40 | 37   |
| 8.  | ŠNK Mladost Gornja Gračenica     | 25    | 11    | 4    | 10   | 44:47 | 37   |
| 9.  | NK Mladost Repušnica             | 25    | 8     | 7    | 10   | 39:48 | 31   |
| 10. | SNK Moslavac Popovača            | 25    | 7     | 9    | 9    | 42:34 | 30   |
| 11. | NK Jasenovac                     | 25    | 7     | 5    | 13   | 41:55 | 26   |
| 12. | NK Slavonac Lipovljani           | 25    | 7     | 4    | 14   | 36:64 | 25   |
| 13. | NK Lokomotiva Kutina             | 25    | 4     | 2    | 19   | 45:89 | 14   |
| 14. | NK INA Novo Pračno               | 13 ↓1 | 1     | 3    | 9    | 15:36 | 6    |

↑1 NK INA Novo Pračno je odustala od daljeg natjecanja nakon jesenjeg dijela prvenstva, a nakon ove sezone se klub i ugasio

## Rezultati
| NK INA Novo Pračno - NK Lekenik 2:3 NK Slavonac Lipovljani - NK Lokomotiva Kutina 2:1 NK Zrinski Odra Sisačka - ŠNK Mladost Gornja Gračenica 0:1 SNK Moslavac Popovača - NK Sloga-Maris Jazavica-Roždanik 1:3 NK Jasenovac - ŠNK Banovac Glina 5:4 NK Mladost Repušnica - NK Topusko 2:2 ŠNK Radnik Majur - NK TŠK 1932 Topolovac 4:1 | ŠNK Radnik Majur - NK Mladost Repušnica 3:0 NK Topusko - NK Jasenovac 2:0 ŠNK Banovac Glina - SNK Moslavac Popovača 2:1 NK Sloga-Maris Jazavica-Roždanik - NK Zrinski Odra Sisačka 0:2 ŠNK Mladost Gornja Gračenica - NK Slavonac Lipovljani 1:2 NK Lokomotiva Kutina - NK INA Novo Pračno 4:1 NK TŠK 1932 Topolovac - NK Lekenik 0:4 | NK Jasenovac - ŠNK Radnik Majur 1:1 SNK Moslavac Popovača - NK Topusko 3:0 NK Zrinski Odra Sisačka - ŠNK Banovac Glina 0:2 NK Slavonac Lipovljani - NK Sloga-Maris Jazavica-Roždanik 1:0 NK INA Novo Pračno - ŠNK Mladost Gornja Gračenica 3:6 NK Lekenik - NK Lokomotiva Kutina 6:0 NK Mladost Repušnica - NK TŠK 1932 Topolovac 1:2 |
| ŠNK Radnik Majur - SNK Moslavac Popovača 0:0 NK Mladost Repušnica - NK Jasenovac 2:2 NK Topusko - NK Zrinski Odra Sisačka 1:2 NK Slavonac Lipovljani - ŠNK Banovac Glina 2:2 NK Sloga-Maris Jazavica-Roždanik - NK INA Novo Pračno 2:4 ŠNK Mladost Gornja Gračenica - NK Lekenik 2:2 NK TŠK 1932 Topolovac - NK Lokomotiva Kutina 9:2 | NK Zrinski Odra Sisačka - ŠNK Radnik Majur 1:1 SNK Moslavac Popovača - NK Mladost Repušnica 6:0 NK Slavonac Lipovljani - NK Topusko 0:0 NK INA Novo Pračno - ŠNK Banovac Glina 0:1 NK Lekenik - NK Sloga-Maris Jazavica-Roždanik 3:0 NK Lokomotiva Kutina - ŠNK Mladost Gornja Gračenica 1:4 NK Jasenovac - NK TŠK 1932 Topolovac 2:0 | ŠNK Radnik Majur - NK Slavonac Lipovljani 3:1 NK Mladost Repušnica - NK Zrinski Odra Sisačka 1:0 NK Jasenovac - SNK Moslavac Popovača 2:2 NK Topusko - NK INA Novo Pračno 5:0 ŠNK Banovac Glina - NK Lekenik 1:0 NK Sloga-Maris Jazavica-Roždanik - NK Lokomotiva Kutina 4:1 NK TŠK 1932 Topolovac - ŠNK Mladost Gornja Gračenica 1:0 |
| NK INA Novo Pračno - ŠNK Radnik Majur 0:1 NK Slavonac Lipovljani - NK Mladost Repušnica 0:3 NK Zrinski Odra Sisačka - NK Jasenovac 3:1 NK Lekenik - NK Topusko 2:0 NK Lokomotiva Kutina - ŠNK Banovac Glina 0:2 ŠNK Mladost Gornja Gračenica - NK Sloga-Maris Jazavica-Roždanik 1:0 SNK Moslavac Popovača - NK TŠK 1932 Topolovac 3:0 | ŠNK Radnik Majur - NK Lekenik 4:0 NK Mladost Repušnica - NK INA Novo Pračno 5:0 NK Jasenovac - NK Slavonac Lipovljani 4:1 SNK Moslavac Popovača - NK Zrinski Odra Sisačka 0:2 NK Topusko - NK Lokomotiva Kutina 2:1 ŠNK Banovac Glina - ŠNK Mladost Gornja Gračenica 6:2 NK TŠK 1932 Topolovac - NK Sloga-Maris Jazavica-Roždanik 5:1 | NK Lokomotiva Kutina - ŠNK Radnik Majur 4:5 NK Lekenik - NK Mladost Repušnica 4:0 NK INA Novo Pračno - NK Jasenovac 1:1 NK Slavonac Lipovljani - SNK Moslavac Popovača 2:0 ŠNK Mladost Gornja Gračenica - NK Topusko 3:2 NK Sloga-Maris Jazavica-Roždanik - ŠNK Banovac Glina 3:2 NK Zrinski Odra Sisačka - NK TŠK 1932 Topolovac 2:1 |
| ŠNK Radnik Majur - ŠNK Mladost Gornja Gračenica 4:2 NK Mladost Repušnica - NK Lokomotiva Kutina 2:1 NK Jasenovac - NK Lekenik 3:2 SNK Moslavac Popovača - NK INA Novo Pračno 4:2 NK Zrinski Odra Sisačka - NK Slavonac Lipovljani 6:2 NK Topusko - NK Sloga-Maris Jazavica-Roždanik 4:1 NK TŠK 1932 Topolovac - ŠNK Banovac Glina 1:0 | NK Sloga-Maris Jazavica-Roždanik - ŠNK Radnik Majur 2:1 ŠNK Mladost Gornja Gračenica - NK Mladost Repušnica 1:1 NK Lokomotiva Kutina - NK Jasenovac 2:4 NK Lekenik - SNK Moslavac Popovača 2:0 NK INA Novo Pračno - NK Zrinski Odra Sisačka 1:3 ŠNK Banovac Glina - NK Topusko 2:1 NK Slavonac Lipovljani - NK TŠK 1932 Topolovac 4:0 | ŠNK Radnik Majur - ŠNK Banovac Glina 1:1 NK Mladost Repušnica - NK Sloga-Maris Jazavica-Roždanik 0:3 NK Jasenovac - ŠNK Mladost Gornja Gračenica 1:4 SNK Moslavac Popovača - NK Lokomotiva Kutina 6:2 NK Zrinski Odra Sisačka - NK Lekenik 1:1 NK Slavonac Lipovljani - NK INA Novo Pračno 0:0 NK TŠK 1932 Topolovac - NK Topusko 1:2 |
| NK Topusko - ŠNK Radnik Majur 3:5 ŠNK Banovac Glina - NK Mladost Repušnica 1:1 NK Sloga-Maris Jazavica-Roždanik - NK Jasenovac 2:1 ŠNK Mladost Gornja Gračenica - SNK Moslavac Popovača 1:0 NK Lokomotiva Kutina - NK Zrinski Odra Sisačka 1:3 NK Lekenik - NK Slavonac Lipovljani 5:0 NK INA Novo Pračno - NK TŠK 1932 Topolovac 1:1 | NK Lokomotiva Kutina - NK Slavonac Lipovljani 4:3 ŠNK Mladost Gornja Gračenica - NK Zrinski Odra Sisačka 1:2 NK Sloga-Maris Jazavica-Roždanik - SNK Moslavac Popovača 3:2 ŠNK Banovac Glina - NK Jasenovac 5:2 NK Topusko - NK Mladost Repušnica 3:4 NK TŠK 1932 Topolovac - ŠNK Radnik Majur 4:0 NK Lekenik slobodan                 | NK Mladost Repušnica - ŠNK Radnik Majur 2:3 NK Jasenovac - NK Topusko 0:0 SNK Moslavac Popovača - ŠNK Banovac Glina 0:0 NK Zrinski Odra Sisačka - NK Sloga-Maris Jazavica-Roždanik 0:5 NK Slavonac Lipovljani - ŠNK Mladost Gornja Gračenica 0:1 NK Lekenik - NK TŠK 1932 Topolovac 2:2 NK Lokomotiva Kutina slobodan                 |
| ŠNK Radnik Majur - NK Jasenovac 2:0 NK Topusko - SNK Moslavac Popovača 2:2 ŠNK Banovac Glina - NK Zrinski Odra Sisačka 4:1 NK Sloga-Maris Jazavica-Roždanik - NK Slavonac Lipovljani 3:1 NK Lokomotiva Kutina - NK Lekenik 1:6 NK TŠK 1932 Topolovac - NK Mladost Repušnica 3:2 ŠNK Mladost Gornja Gračenica slobodan                 | SNK Moslavac Popovača - ŠNK Radnik Majur 0:0 NK Jasenovac - NK Mladost Repušnica 0:1 NK Zrinski Odra Sisačka - NK Topusko 0:1 ŠNK Banovac Glina - NK Slavonac Lipovljani 5:0 NK Lekenik - ŠNK Mladost Gornja Gračenica 3:1 NK Lokomotiva Kutina - NK TŠK 1932 Topolovac 5:5 NK Sloga-Maris Jazavica-Roždanik slobodan                 | ŠNK Radnik Majur - NK Zrinski Odra Sisačka 0:3 NK Mladost Repušnica - SNK Moslavac Popovača 0:1 NK Topusko - NK Slavonac Lipovljani 2:1 NK Sloga-Maris Jazavica-Roždanik - NK Lekenik 0:3 ŠNK Mladost Gornja Gračenica - NK Lokomotiva Kutina 3:1 NK TŠK 1932 Topolovac - NK Jasenovac 4:2 NK INA Novo Pračno slobodan                |
| NK Slavonac Lipovljani - ŠNK Radnik Majur 4:1 NK Zrinski Odra Sisačka - NK Mladost Repušnica 1:2 SNK Moslavac Popovača - NK Jasenovac 4:0 NK Lekenik - ŠNK Banovac Glina 2:2 NK Lokomotiva Kutina - NK Sloga-Maris Jazavica-Roždanik 2:5 ŠNK Mladost Gornja Gračenica - NK TŠK 1932 Topolovac 3:1 NK Topusko slobodan                 | NK Mladost Repušnica - NK Slavonac Lipovljani 4:2 NK Jasenovac - NK Zrinski Odra Sisačka 1:2 NK Topusko - NK Lekenik 3:0 ŠNK Banovac Glina - NK Lokomotiva Kutina 5:3 NK Sloga-Maris Jazavica-Roždanik - ŠNK Mladost Gornja Gračenica 1:1 NK TŠK 1932 Topolovac - SNK Moslavac Popovača 4:1 ŠNK Radnik Majur slobodan                 | NK Lekenik - ŠNK Radnik Majur 4:1 NK Slavonac Lipovljani - NK Jasenovac 3:1 NK Zrinski Odra Sisačka - SNK Moslavac Popovača 2:2 NK Lokomotiva Kutina - NK Topusko 4:1 ŠNK Mladost Gornja Gračenica - ŠNK Banovac Glina 0:2 NK Sloga-Maris Jazavica-Roždanik - NK TŠK 1932 Topolovac 2:4 NK Mladost Repušnica slobodan                 |
| ŠNK Radnik Majur - NK Lokomotiva Kutina 3:0 NK Mladost Repušnica - NK Lekenik 2:2 SNK Moslavac Popovača - NK Slavonac Lipovljani 2:2 NK Topusko - ŠNK Mladost Gornja Gračenica 6:1 ŠNK Banovac Glina - NK Sloga-Maris Jazavica-Roždanik 3:0 ↓2 NK TŠK 1932 Topolovac - NK Zrinski Odra Sisačka 4:0 NK Jasenovac slobodan              | ŠNK Mladost Gornja Gračenica - ŠNK Radnik Majur 0:4 NK Lokomotiva Kutina - NK Mladost Repušnica 1:1 NK Lekenik - NK Jasenovac 2:1 NK Slavonac Lipovljani - NK Zrinski Odra Sisačka 1:2 NK Sloga-Maris Jazavica-Roždanik - NK Topusko 3:2 ŠNK Banovac Glina - NK TŠK 1932 Topolovac 7:2 SNK Moslavac Popovača slobodan                 | ŠNK Radnik Majur - NK Sloga-Maris Jazavica-Roždanik 3:0 NK Mladost Repušnica - ŠNK Mladost Gornja Gračenica 0:2 NK Jasenovac - NK Lokomotiva Kutina 3:1 SNK Moslavac Popovača - NK Lekenik 0:0 NK Topusko - ŠNK Banovac Glina 1:0 NK TŠK 1932 Topolovac - NK Slavonac Lipovljani 10:1 NK Zrinski Odra Sisačka slobodan                |
| ŠNK Banovac Glina - ŠNK Radnik Majur 1:0 NK Sloga-Maris Jazavica-Roždanik - NK Mladost Repušnica 3:3 ŠNK Mladost Gornja Gračenica - NK Jasenovac 2:3 NK Lokomotiva Kutina - SNK Moslavac Popovača 2:1 NK Lekenik - NK Zrinski Odra Sisačka 4:2 NK Topusko - NK TŠK 1932 Topolovac 2:0 NK Slavonac Lipovljani slobodan                 | ŠNK Radnik Majur - NK Topusko 3:0 NK Mladost Repušnica - ŠNK Banovac Glina 0:2 NK Jasenovac - NK Sloga-Maris Jazavica-Roždanik 1:3 SNK Moslavac Popovača - ŠNK Mladost Gornja Gračenica 1:1 NK Zrinski Odra Sisačka - NK Lokomotiva Kutina 3:1 NK Slavonac Lipovljani - NK Lekenik 1:4 NK TŠK 1932 Topolovac slobodan                 | |